# Goodyera
Goodyera é um género botânico pertencente à família das orquídeas (Orchidaceae).

## Espécies
1. Goodyera afzelii Schltr., Repert. Spec. Nov. Regni Veg. 15: 327 (1918).
2. Goodyera alveolata Pradhan, Indian Orchids: Guide Identif. & Cult. 2: 691 (1979).
3. Goodyera amoena Schltr., Repert. Spec. Nov. Regni Veg. 10: 9 (1911).
4. Goodyera angustifolia Schltr. in K.M.Schumann & C.A.G.Lauterbach, Fl. Schutzgeb. Südsee, Nachtr.: 92 (1905).
5. Goodyera augustinii Tuyama, Bot. Mag. (Tokyo) 52: 464 (1938).
6. Goodyera beccarii Schltr., Repert. Spec. Nov. Regni Veg. 9: 25 (1910).
7. Goodyera bifida (Blume) Blume, Coll. Orchid.: 40 (1858).
8. Goodyera biflora (Lindl.) Hook.f., Fl. Brit. India 6: 114 (1890).
9. Goodyera bilamellata Hayata, Icon. Pl. Formosan. 4: 111 (1914).
10. Goodyera bomiensis K.Y.Lang, Acta Phytotax. Sin. 16(4): 128 (1978).
11. Goodyera boninensis Nakai, Bot. Mag. (Tokyo) 37: 9 (1923).
12. Goodyera brachystegia Hand.-Mazz., Symb. Sin. 7: 1345 (1936).
13. Goodyera bracteata Thouars, Hist. Orchid.: 1 (1822).
14. Goodyera bradeorum Schltr., Repert. Spec. Nov. Regni Veg. Beih. 19: 88 (1923).
15. Goodyera chinensis Schltr., Repert. Spec. Nov. Regni Veg. Beih. 4: 59 (1919).
16. Goodyera clausa (A.A.Eaton ex Ames) Schltr., Bot. Jahrb. Syst. 45: 392 (1911).
17. Goodyera colorata (Blume) Blume, Coll. Orchid.: 37 (1858).
18. Goodyera condensata Ormerod & J.J.Wood, Orchid Rev. 109: 370 (2001).
19. Goodyera crocodiliceps Ormerod, Austral. Orchid Rev. 61: 41 (1996).
20. Goodyera daibuzanensis Yamam., J. Soc. Trop. Agric. 4: 305 (1932).
21. Goodyera denticulata J.J.Sm., Bot. Jahrb. Syst. 66: 165 (1934).
22. Goodyera dolabripetala (Ames) Schltr., Bot. Jahrb. Syst. 45: 391 (1908).
23. Goodyera dongchenii Lucksom, J. Indian Bot. Soc. 72: 191 (1993).
24. Goodyera elmeri (Ames) Ames, Schedul. Orchid., Corrig.: xxxvii (1938).
25. Goodyera erosa (Ames & C.Schweinf.) Ames, F.T.Hubb. & C.Schweinf., Bot. Mus. Leafl. 3: 37 (1934).
26. Goodyera erythrodoides Schltr., Repert. Spec. Nov. Regni Veg. Beih. 1: 49 (1911).
27. Goodyera fimbrilabia Ormerod, Taiwania 51: 153 (2006).
28. Goodyera flaccida Schltr., Repert. Spec. Nov. Regni Veg. Beih. 33: 124 (1924).
29. Goodyera foliosa (Lindl.) Benth. ex Hook.f., Fl. Brit. India 6: 113 (1890).
30. Goodyera fumata Thwaites, Enum. Pl. Zeyl.: 314 (1861).
31. Goodyera fusca (Lindl.) Hook.f., Fl. Brit. India 6: 112 (1890).
32. Goodyera gemmata J.J.Sm., Bull. Dép. Agric. Indes Néerl. 22: 10 (1909).
33. Goodyera gibbsiae J.J.Sm., Bull. Jard. Bot. Buitenzorg, III, 5: 24 (1922).
34. Goodyera goudotii Ormerod & Cavestro, Taiwania 51: 154 (2006).
35. Goodyera hachijoensis Yatabe, Bot. Mag. (Tokyo) 5: 1 (1891).
36. Goodyera hemsleyana King & Pantl., J. Asiat. Soc. Bengal, Pt. 2, Nat. Hist. 64(2): 342 (1895).
37. Goodyera henryi Rolfe, Bull. Misc. Inform. Kew 1896: 201 (1896).
38. Goodyera hispaniolae Dod, Moscosoa 4: 183 (1986).
39. Goodyera hispida Lindl., J. Proc. Linn. Soc., Bot. 1: 183 (1857).
40. Goodyera humicola (Schltr.) Schltr., Repert. Spec. Nov. Regni Veg. Beih. 33: 124 (1924).
41. Goodyera inmeghema Ormerod, Austral. Orchid Rev. 61: 42 (1996).
42. Goodyera kwangtungensis C.L.Tso, Sunyatsenia 1: 134 (1933).
43. Goodyera lamprotaenia Schltr., Repert. Spec. Nov. Regni Veg. Beih. 1: 51 (1911).
44. Goodyera lanceolata Ridl., J. Straits Branch Roy. Asiat. Soc. 39: 86 (1870).
45. Goodyera luzonensis Ames, Orchidaceae 5: 26 (1915).
46. Goodyera macrophylla Lowe, Trans. Cambridge Philos. Soc. 4: 13 (1831).
47. Goodyera major Ames & Correll, Bot. Mus. Leafl. 10: 68 (1942).
48. Goodyera maurevertii Blume, Coll. Orchid.: 42 (1858).
49. Goodyera maximowicziana Makino, Bot. Mag. (Tokyo) 23: 37 (1909).
50. Goodyera micrantha Schltr., Repert. Spec. Nov. Regni Veg. Beih. 19: 274 (1923).
51. Goodyera modesta Schltr., Repert. Spec. Nov. Regni Veg. Beih. 19: 89 (1923).
52. Goodyera myanmarica Ormerod & Sath.Kumar, Taiwania 51: 156 (2006).
53. Goodyera nankoensis Fukuy., Bot. Mag. (Tokyo) 48: 432 (1934).
54. Goodyera novembrilis (Rchb.f.) Ormerod, Austral. Orchid Rev. 61: 42 (1996).
55. Goodyera oblongifolia Raf., Herb. Raf.: 76 (1833).
56. Goodyera ovatilabia Schltr., Repert. Spec. Nov. Regni Veg. Beih. 19: 274 (1923).
57. Goodyera pauciflora Schltr., Repert. Spec. Nov. Regni Veg. 12: 106 (1913).
58. Goodyera pendula Maxim., Bull. Acad. Imp. Sci. Saint-Pétersbourg, III, 32: 623 (1888).
59. Goodyera perrieri (Schltr.) Schltr., Repert. Spec. Nov. Regni Veg. Beih. 33: 125 (1924).
60. Goodyera polyphylla Ormerod, Taiwania 51: 157 (2006).
61. Goodyera porphyrophylla Schltr., Repert. Spec. Nov. Regni Veg. 17: 366 (1921).
62. Goodyera procera (Ker Gawl.) Hook., Exot. Fl. 1: t. 39 (1823).
63. Goodyera pubescens (Willd.) R.Br. in W.T.Aiton, Hortus Kew. 5: 198 (1813).
64. Goodyera purpusii Ormerod, Taiwania 51: 157 (2006).
65. Goodyera pusilla Blume, Coll. Orchid.: 36 (1858).
66. Goodyera ramosii Ames, Philipp. J. Sci., C 8: 409 (1913 publ. 1914).
67. Goodyera recurva Lindl., J. Proc. Linn. Soc., Bot. 1: 183 (1857).
68. Goodyera repens (L.) R.Br. in W.T.Aiton, Hortus Kew. 5: 198 (1813).
69. Goodyera reticulata (Blume) Blume, Coll. Orchid.: 35 (1858).
70. Goodyera robusta Hook.f., Fl. Brit. India 6: 113 (1890).
71. Goodyera rosea (H.Perrier) Ormerod, Taiwania 51: 158 (2006).
72. Goodyera rostellata Ames & C.Schweinf. in O.Ames, Orchidaceae 6: 12 (1920).
73. Goodyera rostrata Ridl., J. Straits Branch Roy. Asiat. Soc. 49: 40 (1908).
74. Goodyera rosulacea Y.N.Lee, Bull. Korea Pl. Res. 4: 2 (2004).
75. Goodyera rubicunda (Blume) Lindl., Edwards's Bot. Reg. 25(Misc.): 61 (1839).
76. Goodyera ruttenii J.J.Sm., Bull. Jard. Bot. Buitenzorg, III, 10: 101 (1928).
77. Goodyera schlechtendaliana Rchb.f., Linnaea 22: 861 (1850).
78. Goodyera scripta (Rchb.f.) Schltr., Bot. Jahrb. Syst. 39: 58 (1906).
79. Goodyera sechellarum (S.Moore) Ormerod, Lindleyana 17: 204 (2002).
80. Goodyera seikomontana Yamam., J. Soc. Trop. Agric. 4: 187 (1932).
81. Goodyera serpens Schltr., Acta Horti Gothob. 1: 148 (1924).
82. Goodyera shixingensis K.Y.Lang, Acta Phytotax. Sin. 34: 636 (1996).
83. Goodyera sonoharae Fukuy., Trans. Nat. Hist. Soc. Taiwan 32: 297 (1942).
84. Goodyera stelidifera Ormerod, Oasis Suppl. 3: 6 (2004).
85. Goodyera stenopetala Schltr., Repert. Spec. Nov. Regni Veg. Beih. 1: 51 (1911).
86. Goodyera striata Rchb.f., Linnaea 18: 409 (1845).
87. Goodyera sumbawana Ormerod, Taiwania 50: 5 (2005).
88. Goodyera taitensis Blume, Coll. Orchid.: 43 (1858).
89. Goodyera tesselata Lodd., Bot. Cab. 10: t. 952 (1824).
90. Goodyera thailandica Seidenf., Bot. Tidsskr. 65: 109 (1969).
91. Goodyera turialbae Schltr., Repert. Spec. Nov. Regni Veg. Beih. 19: 275 (1923).
92. Goodyera ustulata Carr, Gard. Bull. Straits Settlem. 8: 194 (1935).
93. Goodyera velutina Maxim. ex Regel, Gartenflora 16: 36 (1867).
94. Goodyera venusta Schltr., Repert. Spec. Nov. Regni Veg. Beih. 1: 52 (1911).
95. Goodyera viridiflora (Blume) Blume, Coll. Orchid.: 41 (1858).
96. Goodyera vitiensis (L.O.Williams) Kores, Allertonia 5: 25 (1989).
97. Goodyera vittata Benth. ex Hook.f., Fl. Brit. India 6: 113 (1890).
98. Goodyera werneri Schltr., Repert. Spec. Nov. Regni Veg. 17: 367 (1921).
99. Goodyera wolongensis K.Y.Lang, Acta Phytotax. Sin. 22: 314 (1984).
100. Goodyera wuana Tang & F.T.Wang, Acta Phytotax. Sin. 1: 69 (1951).
101. Goodyera yamiana Fukuy., Bot. Mag. (Tokyo) 50: 18 (1936).
102. Goodyera youngsayei S.Y.Hu & Barretto, Chung Chi J. 13(2): 10 (1976).
103. Goodyera yunnanensis Schltr., Repert. Spec. Nov. Regni Veg. Beih. 4: 60 (1919).
104. Goodyera zacuapanensis Ormerod, Taiwania 51: 159 (2006).